# Truxton (Arizona)
Pour l’article homonyme, voir Truxton (homonymie).
Truxton est une census-designated place du comté de Mohave dans l'état d'Arizona.
La population est de 134 habitants en 2010. Lors du recensement de 2020, la population était de 104.
Elle est située sur la U.S. Route 66, à une altitude de 1 326 m.

## Démographie
D'après le recensement de 2010, Truxton comptait 134 habitants. En 2020, la population a chuté et est passé à 104 habitants.